# 1564
Het jaar 1564 is het 64e jaar in de 16e eeuw volgens de christelijke jaartelling.

## Gebeurtenissen
januari
- 26 - Paus Pius IV bevestigt de gezamenlijke besluiten van het Concilie van Trente.

mei
- 28 - In Genève overlijdt Johannes Calvijn. Hij wordt door zijn naaste medewerker Theodorus Beza opgevolgd als hoofd van de groep predikanten.

juli
- 25 - In de Dom van Frankfurt wordt Maximiliaan van Habsburg tot keizer gekroond. Voor het eerst vindt deze plechtigheid plaats in Frankfurt am Main, conform een besluit van de Rijksdag in 1562.

zonder datum
- Elizabeth I van Engeland beveelt een uitvoerverbod voor wol naar Holland. Begin van de Engels-Spaanse handelsoorlog.
- Granvelle verlaat zijn bisdom Mechelen en keert terug naar Franche-Comté.
- In Rusland wordt de adel door Iwan IV naar de macht van de lage adel ingericht.
- De boekdrukkunst van Johannes Gutenberg (zie 1445) bereikt Moskou.

## Beeldende kunst

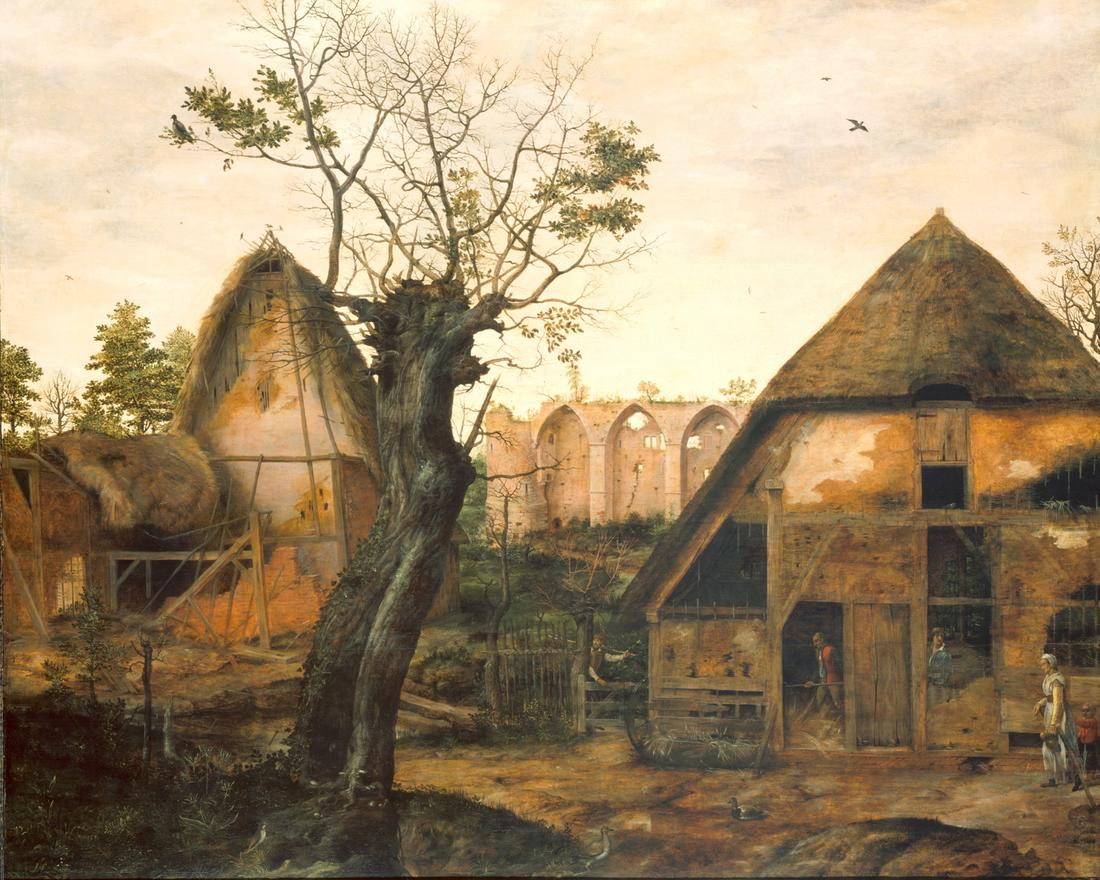
Landschap met Boerderij (1564) Cornelis van Dalem, Alte Pinakothek, München

## Bouwkunst

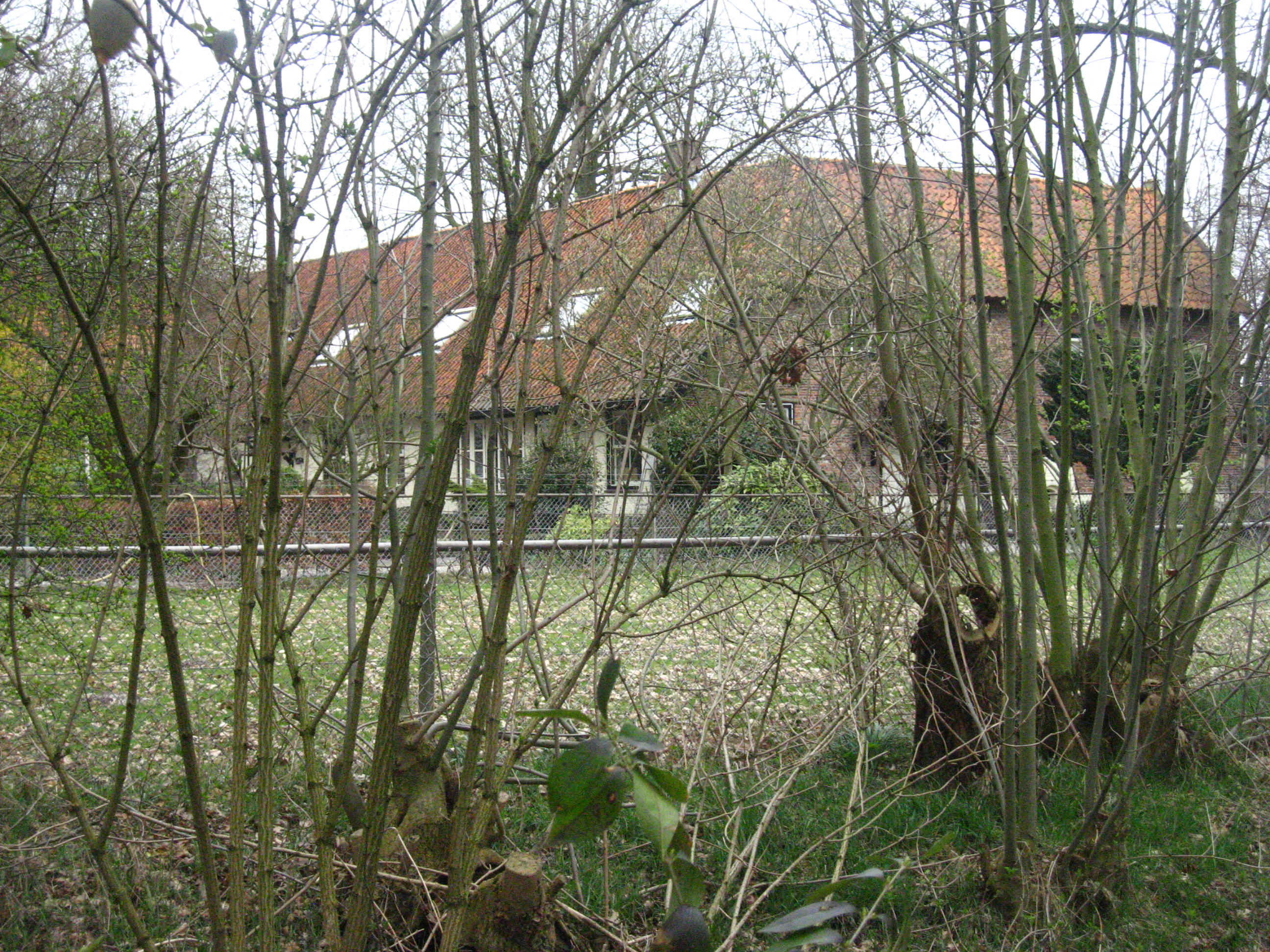
Boerderij, Voorschoten (1564)

## Geboren
februari
- 15 - In Pisa (Italië) wordt de natuurkundige Galileo Galilei geboren als zoon van de edelman Vincenzo Galilei
- 26 gedoopt - Christopher Marlowe, Engels dichter en toneelschrijver (overleden 1593)

april
- 23 - William Shakespeare, Engels dichter en toneelschrijver (overleden 1616)

augustus
- 2 - Pieter Pauw, Nederlands botanicus, anatoom en hoogleraar (overleden 1617)

september
- 24 - William Adams, Brits zeeman die als kapitein van het Nederlandse schip Liefde als eerste Engelsman Japan bereikte, en daar een vertrouweling van shogun Tokugawa Ieyasu werd

oktober
- 26 - Hans Leo Hassler, Duits componist (overleden 1612)

december
- 24 - Abraham Bloemaert, Nederlands kunstschilder, wordt geboren in Gorinchem

datum onbekend
- Kryštof Harant z Polžic a Bezdružic, Boheemse componist, schrijver, militair, humanist en diplomaat (overleden 1621)

## Overleden
februari
- 18 - Michelangelo Buonarroti (88), Italiaans renaissanceschilder, beeldhouwer, architect en dichter

mei
- 27 - Johannes Calvijn (54), kerkhervormer, theoloog en naamgever van het op zijn leer gebaseerde calvinisme

oktober
- 5 - Pierre de Manchicourt (54 ?), Vlaams componist
- 15 - Andreas Vesalius (Andries van Wesel) (49), een van de grondleggers van de anatomie